# Rissbildung
Die Rissbildung beschreibt das Entstehen von sichtbaren oder unsichtbaren Trennungen in einem Material, die an dieser Stelle unerwünscht ist. Das Material, sei es Beton, Holz, Metall oder Kunststoff kommt an seine Belastungsgrenze und gibt nach.

## Unterscheidung nach Rissarten
Die Ursachen einer Rissbildung sind vielseitig und können in verschiedenen Materialien und Kontexten auftreten. Risse werden oft nach ihrer Entstehung, Form und Auswirkung klassifiziert.

### Primärrisse
- Schrumpfrisse: Entstehen durch Volumenverlust während des Trocknens oder Abkühlens, z. B. bei Beton oder Keramik.
- Plastische Schwindrisse: Treten auf, wenn Materialien wie Beton noch plastisch sind und sich zusammenziehen.

### Sekundärrisse
- Trocknungsrisse: Verursacht durch ungleichmäßige Trocknung, oft in Holz oder Lehm.
- Brandriss (Temperaturrisse):[1] Entstehen durch thermische Spannungen, z. B. bei extremen Temperaturwechseln in Beton oder Metall.
- Setzrisse:[2] Verursacht durch ungleichmäßige Setzungen im Untergrund, z. B. in Gebäuden.

### Belastungsrisse (Spannungsriss)
- Zugrisse:[3] Entstehen durch Zugkräfte, die die Materialfestigkeit überschreiten.
- Scherrisse: Verursacht durch Scherkräfte, die zu einer Verschiebung der Materialschichten führen.
- Ermüdungsrisse:[4] Treten bei zyklischer Belastung auf, z. B. in Metallteilen oder Brücken.

### Materialbedingte Risse
- Korrosionsrisse:[5] Verursacht durch chemische Angriffe, z. B. in Metallen.
- Ermüdungsrisse:[6] Entstehen durch Materialermüdung oder -alterung, z. B. in Kunststoffen oder Gummi.

### Strukturelle Risse
- Haarrisse:[7] Sehr feine Risse, die oft an der Oberfläche auftreten.
- Netzrisse:[8] Bilden ein netzartiges Muster, oft durch Schwinden oder Temperaturspannungen.
- Spannungsrisse: Verursacht durch innere oder äußere Spannungen im Material.

### Spezifische Rissarten in bestimmten Materialien
- Beton: Schwindrisse, Risse durch Bewährungskorrosion, Risse durch Frost-Tau-Wechsel.
- Metall: Warmrisse (beim Schweißen), Kaltrisse, Spannungsrisskorrosion.
- Holz: Trocknungsrisse, Risse durch Pilzbefall oder mechanische Belastung.

## Rissbildung auf Gemälden

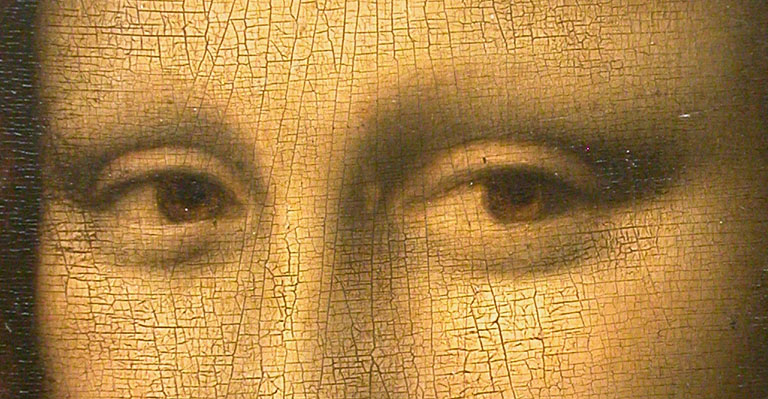
Krakelüre-Effekt: Wenn die Oberfläche eines Ölgemäldes platzt, bilden sich feine Risse

Entstehen Risse auf Gemälden wird zwischen folgenden beiden Arten unterschieden:
- Schwundrisse; sie sind entweder eine maltechnische Verfehlung des Künstlers oder bewusstes Stilmittel. Oft ist die Ursache dafür die unterschiedliche Spannung zwischen den Malschichten, so z. B. wenn eine (Öl-)Malschicht noch nicht vollständig durchgetrocknet ist und übermalt wird. Dann wird die untere Malschicht durch ihre Volumenzunahme beim Trocknen (Öle trocknen nicht, sondern oxidieren, siehe Leinöl) die obere Malschicht „sprengen“. Bei den Impressionisten wurde die Rissbildung bewusst in Kauf genommen, um den Farbauftrag in mehreren noch nassen Schichten als Gestaltungsmittel einsetzen zu können.
- Altersrisse; sie rühren aus der mangelnden Flexibilität der Malschicht, wie sie alten Bildern eigen ist. Der Bildträger zerbricht bei seinen Bewegungen dabei die Malschicht. So „arbeitet“ der Bildträger Holz sein Leben lang, und Leinwand ist beweglich.

### Künstliche Rissbildung
Bei Antiquitäten-Fälschern und Kunstfälschern gibt es einige Verfahren, die das frühzeitige Altern der Bilder mit den dazugehörigen Rissen bewirken sollen. Doch unterscheiden sich künstliche Risse unter dem Mikroskop meist von natürlichen: häufig gehen sie nicht durch die Grundierung hindurch, weil nur die oberen Malschichten den Verfahren ausgesetzt waren.
Ganz allgemein verrät deswegen die Rückseite der Bilder größtenteils mehr über ihre Geschichte als die Vorderseite.